# デイヴィッド・マッサー
デイヴィッド・ウィリアム・マッサー(David William Masser、1948年11月8日 - )は、バーゼル大学の数学教授である。 ジョゼフ・オステルレと共に、マッサーは「ディオファントス解析における最も重要な未解決問題」と呼ばれているABC予想を策定した。

## 経歴
彼は1974年にケンブリッジ大学で楕円函数と超越関数のテーマで博士号を取得した。
バーゼルの数学研究所に入学する前に、マッサーはミシガン大学で教えていた。1983年にワルシャワで開催された数学者国際会議で招待講演者を務めた。彼は数論の仕事で知られており、2005年に王立協会に選出された。

## 参照
1. ↑  Goldfeld 1996.
2. ↑  デイヴィッド・マッサー - Mathematics Genealogy Project